# Episodi di Mi benedica padre (seconda stagione)
La seconda stagione della sitcom Mi benedica padre è andata in onda in Gran Bretagna dall'11 novembre 1979 al 6 gennaio 1980 su Independent Television.
| nº | Titolo originale            | Titolo italiano | Prima TV USA     | Prima TV Italia |
| -- | --------------------------- | --------------- | ---------------- | --------------- |
| 1  | Blessings from Heaven       |                 | 11 novembre 1979 |                 |
| 2  | Father Neil's First Miracle |                 | 18 novembre 1979 |                 |
| 3  | Fatal Lady                  |                 | 25 novembre 1979 |                 |
| 4  | The Heart of a Curate       |                 | 9 dicembre 1979  |                 |
| 5  | All at Sea                  |                 | 16 dicembre 1979 |                 |
| 6  | The Season of Goodwill      |                 | 23 dicembre 1979 |                 |
| 7  | A Back to Front Wedding     |                 | 6 gennaio 1980   |                 |